# Machimus alius
Machimus alius är en tvåvingeart som beskrevs av Pavel Lehr 1981. Machimus alius ingår i släktet Machimus och familjen rovflugor. Inga underarter finns listade i Catalogue of Life.